# Harold Fischer
Pour les articles homonymes, voir Fischer.
Harold Edward Fischer, Jr. est un as américain de la guerre de Corée né le 8 mai 1925 à Lone Rock et mort le 30 avril 2009 à Las Vegas.
Pendant la guerre, il parvient à 11 victoires avant d'être fait prisonnier.
Il reçoit de nombreuses décorations dont la Distinguished Service Cross, la Silver Star, la Legion of Merit, la Distinguished Flying Cross (2 fois), la Meritorious Service Medal et l'Air Medal (8 fois).
Il est inhumé au cimetière national d'Arlington.